# Les Destinées

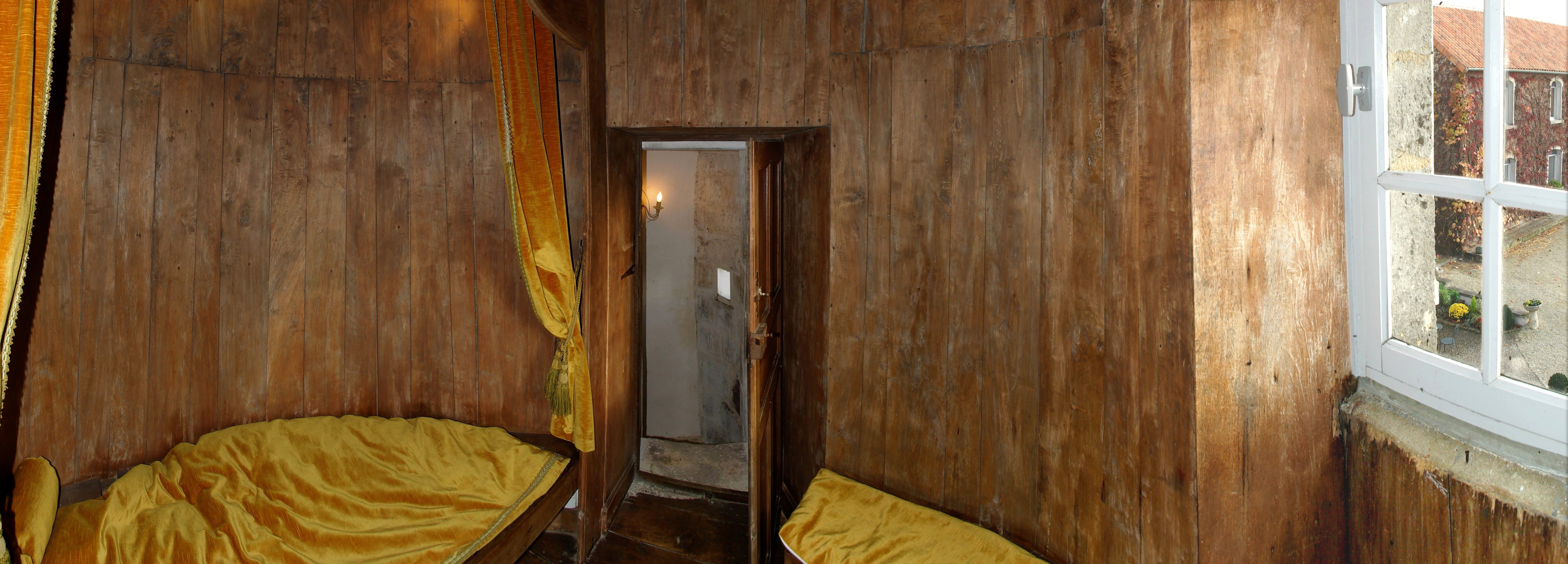
Cabinet de travail de Vigny au logis du Maine-Giraud (commune de Champagne-Vigny). Ici trois des poèmes des Destinées ont été écrits ou mis au net.

Les Destinées : poèmes philosophiques, est un recueil de poèmes écrit par Alfred de Vigny, entre 1838 et 1863.
Six poèmes paraissent, pendant et après sa campagne académique, dans la Revue des deux Mondes et onze au total sont réunis dans le volume définitif publié à Paris en 1864. Au fil des années, non sans de longues parenthèses mais jusqu’aux derniers mois de sa vie, Vigny travaille à un recueil futur dont il revoit le plan à plusieurs reprises, encore que ce plan, aux yeux de certains commentateurs, reste incertain. À sa mort, il laisse donc une suite de textes qui, touchant à des problèmes différents, ne sont pas liés entre eux de manière explicite et peuvent être lus de multiples façons. Il est notamment possible de les relier aux champs philosophiques traditionnels qu’ils abordent, avant de repérer les échos qu’ils ont suscités depuis leur publication.

## Genre
On a longtemps pensé et écrit que Vigny était l’inventeur du « poème philosophique » alors qu’il n’en est rien : si l’auteur des Destinées a créé l’appellation, il n’a pas créé le genre. L’origine pourrait remonter à Hésiode et aux présocratiques, et on peut en repérer les manifestations, au fil des époques, jusqu’à nos jours. De plus, le genre est difficile à définir : qu’il s’en réclame ou non, le poète, sans être considéré comme un philosophe au sens strict du terme, a la possibilité de modeler son œuvre selon sa personnalité et les buts qu’il vise. C’est notamment le cas, au XIXe siècle, de Lamartine et de Hugo.
Pour ce qui concerne Vigny, plus de dix ans avant la publication du recueil, en 1851, il projette des « strophes de satire brûlantes et étincelantes ». Il tente également de remplir ce rôle que le romantisme attribue au poète : celui d’un guide qui doit « éclairer l’humanité ». Pour ce faire, il puise dans l’Antiquité, dans la Bible, dans son expérience, aussi bien que dans l’actualité de son temps et en tire des symboles longuement médités. Ils sont introduits dans des textes de longueur variable (de 70 à 336 vers), qui s’éloignent notablement de sa production poétique antérieure : l’expression est beaucoup plus ramassée, l’emphase a été bannie et le descriptif n’existe plus en tant que tel, chaque paysage devenant un acteur du drame dont il est le théâtre.
Entre lyrisme et pragmatisme, faisant cohabiter réflexion et émotion, les poèmes des Destinées, tous en alexandrins, abordent des questions qu’on pourrait qualifier aujourd’hui d’existentielles, proposent des réponses, suggèrent des valeurs à quoi conformer sa vie. Ils se caractérisent par des types de texte comme par des registres littéraires très variés. Une telle variété, à quoi s’ajoute le talent de l’auteur, préserve le recueil de ce qu’il aurait pu avoir de trop didactique.

## Genèse du recueil
C’est vers la fin de 1842 que le public découvre l’expression « poèmes philosophiques » sous la plume du poète. Il s’en sert d’abord pour donner des gages à ceux qui pourraient soutenir sa candidature à l’Académie française. C’est pourquoi en 1843-44, cinq textes paraissent dans la Revue des Deux Mondes : « La Sauvage », « La Mort du loup », « La Flûte », « Le Mont des Oliviers », « La Maison du berger » ; un autre sera publié en 1854 : « La Bouteille à la mer ». Finalement, l’expression « poèmes philosophiques » est retenue par Vigny, puis par son exécuteur testamentaire, Louis Ratisbonne, pour désigner l’ensemble des onze textes qui, une fois rassemblés, prendront place dans Les Destinées. Le volume, achevé d’imprimer le 23 novembre 1863, paraît le 12 janvier 1864 ; il respecte l’ordre suivant : « Les Destinées », « La Maison du berger », « Les Oracles », « La Sauvage », « La Colère de Samson », « La Mort du loup », « La Flûte », « Le Mont des Oliviers », « La Bouteille à la mer », « Wanda », « L’Esprit pur ». Parallèlement à cette publication, « La Colère de Samson » paraît en revue.
Le premier de ces poèmes, chronologiquement parlant, « La Mort du loup », est mis au net le 31 octobre 1838 ; le plan du recueil, conçu dès 1847, est remanié plusieurs fois et ne trouve sa forme définitive, par la force des choses, qu’en 1863 ; le dernier texte, « L’Esprit pur » est achevé entre mars et mai 1863, peu avant la mort du poète.
La genèse des Destinées s'étend donc sur vingt-cinq ans au moins. Une aussi longue durée de composition a inspiré à Sainte-Beuve une réflexion perfide sur le « déclin bien soutenu » du poète. De son côté, François Germain voit plutôt, dans ce lent processus, une volonté manifeste d'approfondissement et de concentration, une longue tentative pour se débarrasser des scories qui caractérisaient les Poèmes antiques et modernes et dont leur auteur aurait été conscient. En définitive, Vigny lègue à la postérité une œuvre où il a tenté de donner la quintessence de sa pensée mais dont la rédaction a été achevée dans l’urgence, si bien que « L’Esprit pur » peut être considéré comme un texte testamentaire.

## Les textes
Il est possible de lire ces poèmes séparément ou en fonction de leur place dans le recueil mais, comme le remarquent François Germain et André Jarry : « on a l’impression que, dans le plan définitif, toute idée d’"enchaînement" a disparu». On peut donc aussi tenter de les approcher en les rattachant aux domaines traditionnels de la philosophie qu’aborde chacun d’eux.
« Les Destinées », ainsi que « Le Mont des Oliviers » posent, sous deux angles différents, la question métaphysique. Vigny s’interroge tout d’abord sur la notion de fatalité telle qu’elle a été vécue, au long des siècles, selon les civilisations et les religions, avant de conclure que le message du Christ n’a guère fait varier le déterminisme à quoi l’humanité reste soumise, la Grâce chrétienne s’étant substituée au fatum antique. Vigny médite sur ce thème depuis longtemps, comme en témoigne cette note de 1826 dans son Journal : « D'où vient que malgré le christianisme l'idée de la fatalité ne s'est pas perdue ? ». Les deux mots « Hélas ! » et « pourquoi », qui scandent le discours de Jésus (comme ils scandent celui de Moïse dans le recueil des Poèmes antiques et modernes), concluaient dans Stello l'ordonnance du Docteur Noir : « les deux mots qui ne cesseront jamais d'exprimer notre destinée de doute et de douleur : POURQUOI ? et HÉLAS ! »
Le second de ces textes est une méditation sur la solitude essentielle de l’homme et, en réponse « au silence éternel de la Divinité », le poète préconise une attitude d’indifférence hautaine et absolue. À la suite du Songe de Jean Paul, ce silence de Dieu est un autre thème qui hante le poète depuis longtemps ; on lit par exemple dans le Journal du 11 décembre 1830 : « Le Christ même ne fut-il pas sceptique ? » D’une manière beaucoup moins pessimiste, « La Flûte » traite des faiblesses de notre condition limitée face aux virtualités illimitées de l’esprit. Pour l’auteur, l’homme qui constate ce hiatus sans renoncer à assumer « la majesté des souffrances humaines » n’en est que plus digne. En 1844, Vigny écrit dans son Journal : « J'aime la majesté des souffrances humaines : ce vers est le sens de tous mes poèmes philosophiques. L'esprit d'humanité ; l'amour entier de l'humanité et de l'amélioration de ses destinées. » Par l’usage qu’il fait en l’occurrence du mythe de Sisyphe, comme par la leçon qu’il tire du Mont des Oliviers, il est possible d’affirmer que Vigny annonce Albert Camus.
« La Mort du loup »  s’ouvre sur une scène de chasse assez peu réaliste mais probablement enracinée dans le roman familial de Vigny. Quoi qu’il en soit, ce texte, considéré comme un des canons du poème philosophique, contient une leçon d’énergie en même temps qu’une longue méditation morale sur la mort et sur le stoïcisme aristocratique qu’il convient de lui opposer. La popularité de l’œuvre tient sans doute à la clarté de sa composition, à une adéquation entre le symbole et la réflexion qu’il soutient, ainsi qu’aux formules gnomiques que renferme sa troisième et dernière partie, qui renvoie à la tradition des moralistes classiques : « Comment on doit quitter la vie et tous ses maux, / C'est vous qui le savez, sublimes animaux ! », « Seul le silence est grand ; tout le reste est faiblesse », « Puis après, comme moi, souffre et meurs sans parler. » Vigny écrit dans une lettre du 24 novembre 1843 au marquis de La Grange : « Mon cœur est un peu soulagé quand [mes poèmes] sont écrits. Tant de choses m'oppressent que je ne dis jamais ! C'est une saignée pour moi que d'écrire quelque chose comme La Mort du loup. »
« La Colère de Samson » a été, depuis sa publication, la pièce la plus critiquée de son auteur. L’épisode biblique  de Samson et Dalila, sans doute à cause de l’opposition un peu manichéenne « Entre la bonté d’Homme et la ruse de Femme », n’y a été vu que comme la transposition d'une mésaventure amoureuse de Vigny : la fin de sa liaison avec Marie Dorval. C'était faire peu de cas de la caution que ce poème reçut en son temps de Théophile Gautier et, au XXe siècle, de Marcel Proust. C'était aussi oublier que la guerre des sexes a été un des topos du romantisme. Mais le poète, dans ces vers, transcende à la fois l’anecdote et le lieu commun : il fait de Dalila un archétype au sens où Jung entendait ce mot. Par sa ruse et son refus de tout sentiment, « elle incarne tout ce qu’il y a d’angoissant dans l’amour » et s'oppose négativement, sauf peut-être par sa sensualité, aux femmes protectrices et maternelles qui apparaissent tout au long de l'œuvre de Vigny.
En revanche, « La Maison du berger », met en scène une autre figure féminine, sous les traits idéalisés d’une mystérieuse Éva — elle aussi archétypale et bien éloignée de toute référence biographique —, qui est présentée comme le principal recours de l’homme face aux rigueurs de sa condition. Cette Éva symbolise donc la femme idéale, l'envers lumineux de Dalila - « Femme qui n'es pas née et ne mourras jamais », écrit Vigny dans une note du Journal. Séparé de la « froide Nature » qui l’entoure, rejetant le grouillement des « cités serviles », l'homme n’a pour seul réconfort, au sein d’une solitude consentie, que l’amour partagé. Cette expression doit être prise dans son acception romantique, mais le contexte lui donne un autre sens : l’amour offre à l’homme l’occasion de se connaître, la femme devenant, métaphoriquement, un « miroir » pour son compagnon. — Dans « La Maison du berger » Vigny expose, en outre, sa conception exigeante d’une poésie toute de concentration et de clarté, selon laquelle « l'invisible est réel », conception illustrée par deux métaphores célèbres mais parfois mal comprises : celle de la « perle » et celle du « diamant » ; elles apparaissent dans la deuxième partie du poème : « Poésie ! ô trésor ! perle de la pensée ! », « Diamant sans rival ». Ce poème est considéré comme un des chefs-d’œuvre du lyrisme romantique : en 1980, par exemple, René Char évoque et cite encore ses « impérissables derniers vers ».
« Les Oracles », « La Sauvage » et « Wanda » ont une visée commune : celle d’exprimer la pensée politique de leur auteur. Le premier de ces textes, très polémique, achevé en 1862, porte sur l’échec de la Monarchie de Juillet et sur la lucidité du philosophe et du poète lorsqu’il applique sa réflexion aux bouleversements du monde pour « [démonter] le mécanisme profond des révolutions ». « La Sauvage » traite du rapport entre « La Loi d’Europe » et la liberté individuelle afin de louer sans ambiguïté les bienfaits de la colonisation et de la démocratie dans le Nouveau Monde. Le titre, qui n’a rien de rousseauiste, est un indice de la bonne conscience civilisatrice propre au XIXe siècle ; un commentateur parle, en langage d’aujourd’hui, de « choc des cultures », sans doute par euphémisme. Le poème de « Wanda », évoquant le sort tragique de la famille Troubetzkoï, vise le despotisme tsariste car ses excès, indépendamment des malheurs individuels qu’ils provoquent, conduisent au crime suprême selon Vigny : l’« attentat contre l’Esprit ».
« La Bouteille à la mer » et « L’Esprit pur », se font écho et se complètent, liés qu’ils sont par la réflexion du poète sur la supériorité de l’œuvre d’art et sur les conditions de sa transmission à travers le temps. Ces deux textes, à cause de la confiance en l’homme et en l’avenir qu’ils manifestent, dépassent l’angoisse métaphysique que contient, par endroits, le recueil. La métaphore finale de « La Bouteille à la mer », appuyée sur l'image d'un « Dieu des idées », semble même apporter un correctif à la conclusion pessimiste du poème liminaire : « Jetons l'œuvre à la mer, la mer des multitudes : / - Dieu la prendra du doigt pour la conduire en son port. » Dès 1842, on lit dans le Journal du poète : « Un livre est une bouteille jetée en pleine mer, sur laquelle il faut coller cette étiquette : Attrape qui peut. » Le « parfum des saintes solitudes » reprend l'ordonnance du Docteur Noir à la fin de Stello : « La solitude est sainte. » Préalablement intitulé « Le Musée idéal » (au sens étymologique de « demeure des Muses »), puis « L'Épreuve du temps », « L’Esprit pur » (terme déjà présent dans « La Maison du berger ») permet à Vigny d’exposer, quelques mois avant de disparaître, sa conception d’une « religion de l’Esprit », laquelle posséderait « sa liturgie :  celle de l’Écrit ». On peut y ajouter son « prophète et peut-être [son] dieu » en la personne du poète. Cet « Écrit universel » dont il est ici question est une manière de réplique à la Fatalité, de type religieux, exprimée dans l'épigraphe du premier poème, « Les Destinées » et du recueil tout entier : « C'était écrit ! » Ce dernier poème est dédié à la même mystérieuse Éva de « La Maison du Berger », mélange de réalités diverses et d'idéal.

## Postérité
Les Destinées est considéré comme l'un des recueils les plus importants et les plus représentatifs du XIXe siècle. En raison de la forme de ces poèmes, et notamment du choix des symboles qui préside à leur rédaction, Vigny précède parfois son contemporain Charles Baudelaire. Il annonce le symbolisme, Stéphane Mallarmé, ainsi que, d’une manière peut-être encore plus nette, Paul Valéry. Sur le plan philosophique, Les Destinées trouveront une filiation, certes limitée à quelques-uns de leurs aspects, dans l’humanisme athée du XXe siècle.